# PGC 2169797
LEDA/PGC 2169797 ist eine Galaxie im Sternbild Perseus am Nordsternhimmel. Sie ist schätzungsweise  Millionen Lichtjahre von der Milchstraße entfernt und hat einen Durchmesser von etwa 300.000 Lichtjahren. Vom Sonnensystem aus entfernt sich das Objekt mit einer errechneten Radialgeschwindigkeit von näherungsweise 42.800 Kilometern pro Sekunde.

## Galaktisches Umfeld
| Nr. | Galaxie          | Alternativname          | Rek           | Dek           | Distanz/asec |
| --- | ---------------- | ----------------------- | ------------- | ------------- | ------------ |
| →   | LEDA/PGC 2169797 | 2MASX J02404244+4042349 | 02h40m42.45s  | +40d42m34.8s  | 0            |
| 1   | LEDA/PGC 2170352 | 2MASX J02404737+4044583 | 02h40m47.38s  | +40d44m58.2s  | 154.40       |
| 2   | LEDA/PGC 2171184 | 2MASX J02402141+4048200 | 02h40m21.41s  | +40d48m20.2s  | 420.94       |
| 3   | LEDA/PGC 2167876 | 2MASX J02405864+4034353 | 02h40m58.62s  | +40d34m35.6s  | 511.92       |
| 4   | LEDA/PGC 2168610 | 2MASX J02412222+4037399 | 02h41m22.25s  | +40d37m39.9s  | 539.89       |
| 5   | LEDA/PGC 2167597 | 2MASX J02410066+4033263 | 02h41m00.64s  | +40d33m26.4s  | 585.45       |
| 6   | LEDA/PGC 10077   | CGCG 539-072            | 02h39m34.969s | +40d46m37.34s | 805.07       |
| 7   | LEDA/PGC 2170635 | 2MASX J02393232+4046033 | 02h39m32.34s  | +40d46m03.1s  | 823.42       |
| 8   | LEDA/PGC 2167160 | 2MASX J02393747+4031474 | 02h39m37.468s | +40d31m47.86s | 982.92       |
| 9   | LEDA/PGC 2172692 | 2MASX J02414330+4054150 | 02h41m43.30s  | +40d54m15.0s  | 983.83       |